# Ґабор Салаї
Ґабор Салаї (угор. Szalai Gábor, нар. 9 червня 2000, Кечкемет) — угорський футболіст, захисник клубу «Ференцварош» та національної збірної Угорщини. Виступав також за клуб «Кечкемет». Чемпіон Угорщини.

## Клубна кар'єра
Ґабор Салаї народився 2000 року в місті Кечкемет, та є вихованцем футбольної школи місцевого клубу «Кечкемет». У 2019 року Салаї розпочав грати в основній команді клубу, в якому грав до початку 2024 року, взявши участь у 114 матчах чемпіонату. На початку 2024 року футболіст перейшов до швейцарського клубу «Лозанна», проте вже в середині року повернувся на батьківщину до клубу «Ференцварош». У складі будапештської команди Салаї в сезоні 2024—2025 років став чемпіоном Угорщини.

## Виступи за збірну
У 2023 році Ґабор Салаї зіграв свій єдиний матч у складі національної збірної Угорщини.

## Титули і досягнення
- Чемпіон Угорщини (1):

«Ференцварош»: 2024–2025